# 日本海細杜父魚
日本海細杜父魚，為輻鰭魚綱鮋形目杜父魚亞目杜父魚科的其中一種，為亞熱帶海水魚，分布於西北太平洋日本海海域，棲息深度100-150公尺，體長可達7.8公分，棲息在砂泥底質海域，生活習性不明。